# Kunstsalon Emil Richter

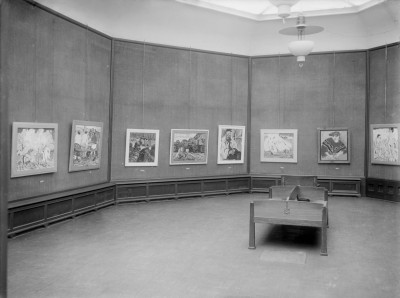
Ausstellung der Künstlergruppe Brücke im Kunstsalon Emil Richter im Juni 1909.

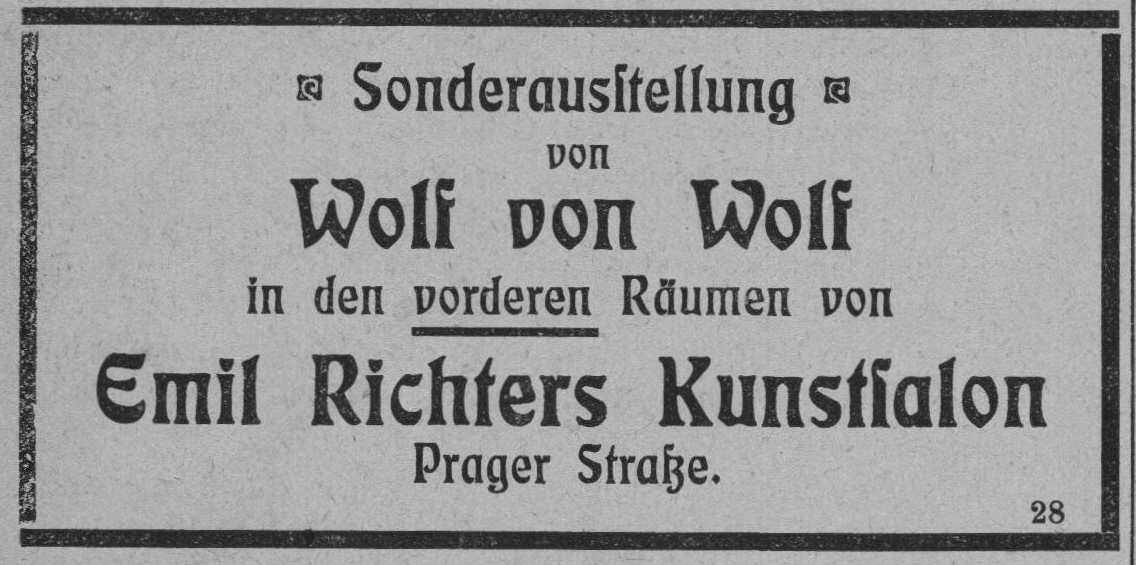
Anzeige im Dresdner Journal vom 2. Januar 1906

Der Kunstsalon Emil Richter wurde 1848 in Dresden gegründet und befand sich im 1. Stock an der Prager Straße 13, die vom Hauptbahnhof Richtung Altmarkt verläuft. Der Kunstsalon Emil Richter war zusammen mit der Galerie Arnold wesentlich an der Gestaltung des kulturellen Lebens in Dresden beteiligt. Beide präsentierten nach der Jahrhundertwende neuste Tendenzen im internationalen Kunstgeschehen.
Gezeigt wurden u. a. Werke des französischen Impressionismus, sowie Ausstellungen deutscher Künstler wie Max Beckmann, Peter August Böckstiegel, Lyonel Feininger, George Grosz, Paul Klee, Oskar Kokoschka, Käthe Kollwitz, August Macke, Paula Modersohn-Becker, Emil Nolde, der Künstlergruppe „Die Brücke“ und Ausstellungen von Pablo Picasso und Vincent van Gogh.

## Geschichte
Der Kunstsalon Emil Richter wurde 1848 von Emil Richter gegründet. Um die Jahrhundertwende wurde er von Hermann Holst und später vom Juristen R. Heinrich Meier geleitet. 1899 wurde Hermann Holst vom König von Sachsen der Titel „Königlicher Hofkunsthändler“ verliehen. Ab 1904 war Hermann Holst auch Sekretär des Sächsischen Kunstvereins.
Holst betrieb den Verlag Emil Richter mit Druckerei, in dem u. a. die Ausstellungskataloge des Kunstsalons veröffentlicht wurden.
Hermann Holst sah in der Förderung junger, noch nicht etablierter Künstler, eine wesentliche Aufgabe eines Galeristen. In den Jahren 1907 bis 1909 wurden Werke der Künstlergruppe „Die Brücke“ gezeigt, die zu diesem Zeitpunkt von der Öffentlichkeit noch kaum wahrgenommen wurden. Ebenfalls gefördert wurden Spätexpressionisten wie Conrad Felixmüller, der 1915 und 1918 einen Vertrag mit dem Kunstsalon Emil Richter über den Vertrieb seiner grafischen Arbeiten unterzeichnete. Die Dresdner Sezession Gruppe 1919 unterzeichnete einen Einjahresvertrag für den Verkauf ihrer Werke über den Kunstsalon Richter, begleitet von zwei Kunstausstellungen und der Herstellung beider Ausstellungskataloge. Der Kunstsalon war auch Verleger der Radierungen von Otto Fischer und „alleinige Auslieferungsstelle“ der grafischen Arbeiten von Käthe Kollwitz.
Von 1918 bis 1923 arbeitete Rudolf Probst als Leiter der modernen Abteilung in der Kunsthandlung Emil Richter. Probst organisierte Vortragsreihen in der Kunsthandlung Richter und zu den Ausstellungen wurden Führungen angeboten. 1923 eröffnete Rudolf Probst mit der Galerie Neue Kunst Fides eine eigene Kunsthandlung für moderne Malerei in Dresden.
Von 1910 bis 1930 veröffentlichte der Verlag Emil Richter exklusiv die gesamte Grafikproduktion von Käthe Kollwitz. 1917 brachte der Verlag u. a. eine Mappe mit 17 Kreidelithographien von Richard Birnstengel heraus.
Von 1918 bis 1920 wurde die expressionistische Zeitschrift Neue Blätter für Kunst und Dichtung herausgegeben. Die Zeitschrift enthielt u. a. Werke der Dresdner Sezession 1919.
Der Kunstsalon Emil Richter wurde 1930 aufgrund von wirtschaftlichem und politischem Druck geschlossen.

## Ausstellungen (Auswahl)
- 1901: Société moderne des Beaux-Arts de Paris
- 1903/1904/1906: Die Elbier
- 1904/1906/1909: Gruppe Dresdner Künstlerinnen
- 1904: Sonderausstellung französischer Impressionisten (u. a. Édouard Manet, Claude Monet, Pierre-Auguste Renoir, Edgar Degas, Camille Pissarro, Alfred Sisley, Paul Cézanne)
- 1907–1909: Künstlergruppe „Die Brücke“
- 1908: Vincent van Gogh und Paul Cézanne
- 1910: Künstlergruppe „Die Hessen“[2]
- 1914: Pablo Picasso
- 1915: Georg Gelbke und Richard Birnstengel
- 1916: Edmund Kesting
- 1919: Dresdner Sezession Gruppe 1919 (Juli)
- 1919: Lyonel Feininger (September)
- 1920: Emil Nolde (Januar)
- 1920: Ausstellung „Tschechische Expressionisten“, Künstlergruppe Tvrdošíjní („Die Unentwegten“) mit Josef Čapek, Vlastislav Hofman, Václav Špála und Jan Zrzavý auf Einladung der Dresdner Sezession Gruppe 1919 (7. April bis 30. April)[4]
- 1920: Doppelausstellung: Paul Klee und George Grosz (Oktober/November)
- 1921: Carl Lohse (April)
- 1921: Alexander Archipenko
- 1922: Christoph Voll (April)